# Q0906+6930
Q0906+6930 — блазар в созвездии Большой Медведицы. На момент открытия в июле 2004 годы был наиболее удалённым из известных блазаров (красное смещение 5,47 / 12,3 миллиарда световых лет).
Масса чёрной дыры в блазаре Q0906+6930 составляет около 2 миллиардов масс Солнца. Q0906+6930 расположен в созвездии Большой Медведицы, на расстоянии 12,7 миллиардов световых лет от Солнца. Профессор Стэнфордского университета Роджер Романи определил возраст блазара примерно в 12,7 миллиардов лет.